# Itaim Bibi
Itaim Bibi é um distrito situado na Zona Oeste do município de São Paulo e é administrado pela subprefeitura de Pinheiros. Popularmente, e em algumas reportagens, a região já pertenceu à Zona Sul, porém é administrada pela Subprefeitura de Pinheiros, sendo oficialmente integrada à Zona Oeste. A mudança administrativa ocorreu em 2002, na gestão Marta Suplicy, até então fazia parte da Zona Centro-Sul (Zona Sul), sendo administrado pela Subprefeitura de Santo Amaro.
A área do distrito é limitada pelo Rio Pinheiros, Av. Cidade Jardim, Av. Nove de Julho, Av. São Gabriel, Av. Santo Amaro, Av. Roque Petroni Jr., até chegar novamente no Rio Pinheiros.
Abrange os bairros de Vila Olímpia e Itaim Bibi e a região do Brooklin Novo, áreas famosas pela agitada vida noturna, com seus restaurantes e baladas, e por serem sede de escritórios de empresas nacionais e internacionais, os centros financeiros estão localizados majoritariamente nas avenidas: Faria Lima, Berrini, JK, dos Bandeirantes e das Nações Unidas. É o distrito em que está localizada a emblemática Ponte Octávio Frias de Oliveira, conhecida popularmente como "Ponte Estaiada", um dos cartões postais da cidade. 

## História
O Distrito de Paz de Itaim foi criado por meio do Decreto Estadual nº 6 731 de 4 de outubro de 1934. A região que compõe o atual distrito tem suas origens ligadas às propriedades rurais do século XIX, que futuramente gerariam os seus atuais bairros. Manteve características rurais até o início do século XX.
Uma das mais antigas propriedades pertenceu ao general José Couto de Magalhães, que, embora mineiro de Diamantina, formou-se em Direito pela Faculdade do Largo São Francisco e foi presidente do estado de São Paulo. A área comprada em 1896 pelo político possuía baixo valor, pois sofria com as constantes inundações do rio Pinheiros, servindo para o lazer de seus proprietários.
Ao longo dos anos foi chamada de Chácara do Itahy, Itahy significa "pedra pequena", na língua tupi; sua sede situava-se na atual rua Iguatemi, conhecida como Casa Bandeirista do Itaim: a casa, atualmente em ruínas, foi tombada pelo Patrimônio Histórico. Os herdeiros de José Vieira foram responsáveis pelo loteamento da área, pelo loteamento da chácara, vendida em pequenos lotes a italianos que produziam verduras e legumes. Esta região formou muitos dos atuais bairros do distrito, como Itaim Bibi e Chácara Itaim. Imigrantes portugueses também possuíam terras nas áreas mais altas da região.
Outra importante fazenda foi a Casa Grande, latifúndio pertencente a Chico Mimi, localizado no encontro das atuais avenida Morumbi, Brito Peixoto e Godoy Colaço. Em 1832 a região era incorporada ao município de Santo Amaro existente até 1935, quando foi incorporado ao município de São Paulo. Esta área formou o bairro de Vila Cordeiro.
O início do século XX trouxe desenvolvimento à região, trazendo a passagem de linhas de bondes, o transporte coletivo da época, pelo bairro de “quinto desvio” (futuro bairro de Brooklin Paulista). Nas décadas de 1920 e 1930 houve o loteamento e a junção de diversas propriedades rurais e áreas verdes, formando os bairros de Vila Olímpia e Brooklin. As áreas de várzea, menos valorizadas, eram ocupadas por indústrias de médio e grande porte, portos de areia e olarias, fornecedores de matéria prima para as construções. A partir da segunda metade do século, há uma mudança progressiva no comércio distrital, ampliou-se e deixou de servir somente a seus bairros, passando a atender também outras áreas, perdendo sua característica popular e industrial, tornando-se uma região abastada.
No final da década de 1970 houve a criação de novas vias na cidade, como a Avenida Engenheiro Luís Carlos Berrini e a avenida Presidente Juscelino Kubitschek. Devido ao elevado custo dos terrenos na avenidas Paulista e Faria Lima, os bairros de Vila Olímpia e o Brooklin, onde estão localizadas, tornaram-se centros financeiros secundários da cidade. Até a década de 1990 algumas partes do distrito sofriam com as constantes inundações do rio Pinheiros e seus afluentes, o que trazia uma desvalorização e desinteresse imobiliário perante o território distrital.
Para mudar este panorama, o mesmo recebeu importantes investimentos públicos, realizados pela Prefeitura do município, havendo melhoramentos em suas vias e obras de combate às enchentes. Isto gerou o interesse privado, que ao perceber a intensa valorização dos imóveis existentes, investiu em tecnologia de ponta, trazendo ao Itaim modernos edifícios e megaempreendimentos.

## Demografia
Evolução demográfica do distrito do Itaim Bibi

## Atualidade
O distrito abriga os bairros de Vila Olímpia e Itaim Bibi, além da região do Brooklin Novo (bairros de Vila Cordeiro, Cidade Monções, Jardim das Acácias e Vila Gertrudes), que constituem três centros financeiros importantes da cidade. Neles e em suas adjacências, a existem inúmeros escritórios de multinacionais e empresas high-tech como: Google, Internet Group, Yahoo!, Facebook, Americanas S.A., Qualcomm, Intel, Symantec, Microsoft, Thomson Reuters, Barclays, Credit Suisse, Goldman Sachs, Terra, Nokia, Samsung e HP. Outras sedes: Red Bull, Klabin, Tecnisa, Unilever, Heineken, EDP, Grupo CCR, EcoRodovias, Alpargatas S.A., Italac, Nestlé, P&G, The Walt Disney Company, CSN, Monsanto e Ducoco Produtos Saudáveis.
À beira da Marginal Pinheiros, é possível observar os novos marcos arquitetônicos da cidade, tais como: a Ponte Octávio Frias de Oliveira, o Hotel Hyatt, a sede da TV Globo São Paulo, o RochaVerá Plaza, o Centro Empresarial Nações Unidas, a antiga sede do BankBoston e o edifício Plaza Centenário.
É famoso por sua agitada vida noturna, com seus restaurantes, casas de dança e centros comerciais, tais como: Brascan Open Mall, Market Place Shopping Center, Shopping Vila Olímpia e Shopping D&D. É também o distrito que contém dois dos bairros mais caros da cidade de São Paulo: Vila Olímpia e Chácara Itaim.

### Transporte
O distrito é atendido pela Linha 9–Esmeralda do Trem Metropolitano de São Paulo, operada pela ViaMobilidade, nas estações Vila Olímpia e Berrini. Além disso, as estações Campo Belo e Brooklin da Linha 5–Lilás do Metrô, também operada pela ViaMobilidade, passam próximo de seus limites, apesar de não estarem dentro do distrito. Futuramente, também será atendido pela Linha 17-Ouro, contando com as estações Chucri Zaidan e Vila Cordeiro, como parte da construção do trecho Morumbi-Congonhas.

## Distritos limítrofes
- Pinheiros (Norte)
- Jardim Paulista (Nordeste)
- Moema (Leste)
- Campo Belo (Sudeste)
- Santo Amaro (Sul)
- Vila Andrade (Sul)
- Morumbi (Sul)